# Cedusa bosnica
Cedusa bosnica är en insektsart som först beskrevs av Géza Horváth 1907.  Cedusa bosnica ingår i släktet Cedusa och familjen Derbidae. Inga underarter finns listade i Catalogue of Life.